# Thalictrum atriplex
Thalictrum atriplex är en ranunkelväxtart som beskrevs av Achille Eugène Finet och Gagnep.. Thalictrum atriplex ingår i släktet rutor, och familjen ranunkelväxter. Inga underarter finns listade i Catalogue of Life.